# Gerster Etelka
Gerster Etelka Adelheid Karolina (férjezett nevén Gerster-Gardini, német nyelvterületen Elka Gerster) (Kassa, 1855. június 27. – Pontecchio, 1920. augusztus 20.) magyar származású opera-énekesnő (szoprán). Nagybátyja, Gerster Antal magyar és amerikai szabadságharcos. Bátyja, Gerster Árpád híres New York-i sebész lett. Egyik lánya egy ideig Reiner Frigyes karmester felesége volt.

## Élete

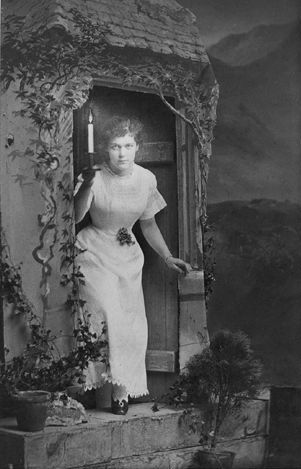
Egy New York-i fellépésen 1878-ban

Gerster Miklós (1816–1874) és Schmidt Karolina (1822–1893) lányaként született Kassán, a Fő utca 13. számú házban. Tanítónőképzőt végzett szülővárosában. Az odalátogató idősebb Joseph Hellmesberger hallotta énekelni a lányt, és beszélte rá szüleit, hogy ne pedagógusi pályára adják. A bécsi Gesellschaft der Musikfreunde konzervatóriumában Mathilde Marchesi de Castrone növendéke volt. Először 1873. december 4-én, egy Ferenc József tiszteletére rendezett növendékkoncerten lépett fel. Giuseppe Verdi második bécsi útján hallotta őt énekelni a La Traviata egy részletét, ennek hatására ajánlotta be a velencei La Fenice Színházhoz, ahol 1876. január 8-án Gilda (Verdi: Rigoletto) szerepében debütált.
A következő évadban Genovában és Marseille-ben szerepelt. 1877-ben egy olasz stagione-társulattal Berlinben lépett fel. Utána Londonba, majd 1878-ban New Yorkba szerződött. Itt legnagyobb „konkurense” Adelina Patti volt. Az 1880-as évektől tanítani is kezdett, előbb a New York-i zeneakadémián, majd 1896-ban visszatelepült Európába, Berlinben világhírűvé vált énekiskolát nyitott, melyet egészen 1917-ig tartott fenn. Énektanítási módszereit 1906-ban Stimmführer címmel könyv alakban is megjelentette.
A korabeli kritikák makulátlan technikája, szép hangszíne mellett kiemelték meggyőző játékát is.

## Főbb szerepei
- Bellini: Az alvajáró – Amina
- Donizetti: Lammermoori Lucia — címszerep
- Mozart: A varázsfuvola – Az Éj királynője
- Rossini: A sevillai borbély — Rosina
- Thomas: Hamlet – Ophelia
- Verdi: Rigoletto – Gilda
- Verdi: La Traviata — Violetta Valery

## Neves tanítványai
- Therese Behr-Schnabel
- Julia Culp
- Durigo Ilona
- Lotte Lehmannn
- Lula Mysz-Gmeiner